# International Mixed Martial Arts Federation
Die International Mixed Martial Arts Federation (IMMAF) ist eine internationale Dachorganisation für Amateure des Mixed Martial Arts.

## Geschichte
Die Internationale Mixed Martial Arts Federation (IMMAF) wurde am 29. Februar 2012 in Stockholm als Non-Profit-Organisation nach schwedischem Recht gegründet. Sie sieht sich als Dachverband der nationalen MMA-Verbände. Ziele der IMMAF sind das weltweite Wachstum sowie die Konkretisierung der Regeln zur Steigerung der Sicherheit dieses Kampfsports. Zudem strebt der Verband die Anerkennung als olympische Sportart, und damit die Teilnahme an den Olympischen Spielen an. Zu den Unterstützern bei der Gründung der IMMAF gehörte die Ultimate Fighting Championship (UFC), zu der weiterhin eine enge Kooperation existiert.

## Nationale Verbände
In Deutschland gründete sich 2014 die German Mixed Martial Arts Federation als deutsche Vertretung der IMMAF. In Österreich wird die IMMAF durch die Austrian Mixed Martial Arts Federation repräsentiert und in der Schweiz durch die Swiss Mixed Martial Arts Federation.

## Meisterschaften
Die International Mixed Martial Arts Federation veranstaltet regelmäßig Weltmeisterschaften. 2017 fanden sie in Bahrain statt, im Jahr zuvor in Las Vegas. Zudem gibt es kontinentale Wettbewerbe.